# Magdalena Horňanová
Magdalena Horňanová (6. dubna 1920 Žilina – 30. září 2017, Praha) byla česká spisovatelka, autorka svědectví o holokaustu.

## Stručný životopis[2][3]

### Před válkou
Marie Magdalena Horňanová-Jodasová se narodila v židovské rodině. V Praze vystudovala gymnázium. Hudební konzervatoř začala studovat v Praze. Za protektorátu pro ni nebylo v Praze bezpečno a tak se uchýlila na Slovensko. Konzervatoř dokončila v Bratislavě. V roce 1942 se vdala (její manžel byl též židovského původu); v prosinci 1942 se jí narodila dcera Marta Luba. Situace na Slovensku se začala zhoršovat. Od své přítelkyně (spolužačky z gymnázia) si půjčila rodný list a tak si mohla opatřit falešné doklady na jméno Hana Zbončáková. Na podzim roku 1944 utekla s manželem a dvouletou dcerkou z Bratislavy do Orechového u Trenčína. Tady se celá rodina ukrývala až do konce války v boudě po polním hlídači. Její rodiče a dalších dvacet pět členů její rodiny bylo zavražděno v Osvětimi. Vyvázla jen ona, její bratr a sestřenice.

### Po válce
Po válce učila Magdalena Horňanová dějiny hudby a hru na klavír v Praze na Vyšší hudebně-pedagogické škole. Po srpnu 1968 emigrovaly dcery Marta Luba (Kanada) a Olga a syn Ladislav do zahraničí, kde žijí dodnes. V roce 2015 žila Magdalena Horňanová v domově seniorů.

### Literární tvorba
Ve svých třinácti letech napsala své první povídky a pohádky, ale systematicky se beletrií začala zabývat až po svých osmdesátých narozeninách (Tehdy dostala od své dcery darem počítač). Od té doby publikuje (jako nejstarší aktivní spisovatelka v České republice) pravidelně jednu knihu každé dva roky (do roku 2015 jich vydala celkem sedm). Ve své próze se vrací do minulosti své i svých příbuzných s cílem zprostředkovat čtenářům, co museli Židé za války i po ní prožít, aby se nezapomínalo na bezpráví a genocidu a aby se obdobné události už nikdy neopakovaly. Literární výpovědi Magdaleny Horňanové jsou cenným svědectvím druhé světové války. Většina jejích děl končí větou: Napsala jsem tuto knihu, aby se nikdy neopakovaly válečné roky.

## Vydané knihy (chronologicky)[2]
- 2005 – Neobyčejný život[4]
- 2006 – Blechy v kožichu[5]
- 2008 – Nechtěná msta[6]
- 2009 – Povídkování o chybování[7]
- 2012 – Vyděděná[8]
- 2012 – 'Ne/skutečné skutečnosti[9]
- 2014 – 'Osud rodu Erdošů[10]

## Ocenění[2]
V rámci 9. ročníku mezinárodního projektu Mene tekel (proti totalitě, zlu, násilí a pro paměť národa), který se uskutečnil na přelomu února a března 2015 v Praze byl Magdaleně Horňanové udělen titul Dáma české kultury. Toto resortní vyznamenání jí předal dne 27. února 2015 v Národním divadle v Praze ministr kultury České republiky Daniel Herman. 
| „                                                          | Myslím, že je třeba říci, proč jsem v osmdesáti letech začala psát. V těch letech pronikly fámy, že nikdy žádný holokaust neexistoval, že žádné vyvražďování židů nikdy nebylo. To bylo něco, co jsem nemohla unést. Říkala jsem si, že už to nemá smysl, že tady za půl roku už nemusím být, ale začala jsem psát, abych potvrdila, že holokaust existoval. | “ |
| — Magdalena Horňanová při přebírání resortního vyznamenání | |   |